# Anna Göldi
Anna Göldi lub Anna Göldin (ur. 24 października 1734 w Sennwald, zm. 13 czerwca 1782 w Glarus) – szwajcarska służąca, posądzona o czary i stracona.

## Życiorys
Urodziła się 24 października 1734 r. w Sennwald w biednej rodzinie. O jej młodości i wczesnym życiu wiadomo niewiele, jakiekolwiek informacje dotyczące okresu sprzed 1765 r. nie zachowały się. W tymże roku Göldi sprowadziła się do Glarus. Przez następne 17 lat pracowała jako służąca i gosposia u zamożnych rodzin w Glarus i pobliskim mieście Mollis. Była wysoka, ciemnooka i ciemnowłosa, prowadziła również aktywne życie towarzyskie, uwodząc kilku mieszczan, dla których pracowała. Przez sześć lat angażowała się w romans z dr. Melchiorem Zwickym z Mollis, a w 1774 r. prawdopodobnie wyjechała do Strasburga urodzić jego dziecko, które następnie oddała do adopcji.
Od 1780 r. pracowała w Glarus jako służąca w domu lekarza i sędziego, Jakoba Tschudi. Prawdopodobnie wdała się z nim w romans i urodziła ich dziecko. Straciła pracę po odkryciu w październiku 1781 r. szpilek w mleku drugiej córki gospodarza, ośmioletniej Annemigeli. Zgodnie z zeznaniami członków rodziny dziewczynka miała pluć szpilkami i mieć drgawki, a Göldi uzdrowiła ją, co miało umocnić gospodarzy w przekonaniu, że jest czarownicą. Göldi zbiegła, a władze kantonu ogłosiły nagrodę za jej pojmanie. W lutym następnego roku została uwięziona pod zarzutem uprawiania czarów i po torturach przyznała się do korzystania z pomocy szatana. Sąd w Glarus skazał ją 13 czerwca 1782 r. na śmierć przez ścięcie, oficjalnie za próbę otrucia, a nie czary. Wyrok wykonano natychmiast po ogłoszeniu, mimo że jako obywatelka Zurychu nie mogła być sądzona przez sąd w Glarus.
Göldi była ostatnią kobietą w Europie straconą pod zarzutem odprawiania czarów. Sprawa Anny Göldi odbiła się szerokim echem w Europie, m.in. August Ludwig von Schlözer określił jej proces jako mord sądowy. W XX w. na podstawie procesu powstała książka Eveline Hasler Anna Göldin, letzte Hexe i film Anna Göldin – Letzte Hexe. 27 sierpnia 2008 r. sąd krajowy w Glarus orzekł, że werdykt z 1782 r. był nielegalny. Od 2014 r. w Glarus stoi jej pomnik.